# TCG Anadolu (L-400)
O TCG Anadolu (L-400) é um navio de assalto anfíbio multifunções atualmente operado pela Marinha da Turquia desde 10 de abril de 2023 e considerado, desde então, o navio-almirante da frota.

## História
Em 2013, os Estaleiros Navais de Sedef foram selecionados para construir o primeiro navio de assalto anfíbio multipropósito da Marinha Turca, do qual viria a ser o maior navio do respetivo arsenal.
O projeto foi oficialmente comissionado em 2015, após serem feitas as assinaturas (não confundir a comissão do projeto com a comissão do navio em 2023).
A cerimônia do primeiro corte de aço deu-se em 30 de abril de 2016 e o batimento de quilha dos primeiros blocos de construção ocorreu em 5 de fevereiro de 2018.
Foi lançado a partir do dique seco em 4 de maio de 2019 e a bandeira nacional turca foi içada em 4 de março de 2022.
Realizou a sua primeira viagem de teste três dias depois, porém as provas em alto-mar realmente iniciaram em junho.
A entrega decorreu em 21 de janeiro de 2023 e a comissão em 10 de abril do mesmo ano.

## Descrição
Em si, é uma variante turca do navio espanhol Juan Carlos I (L-61), tendo resultado de uma parceria entre os Estaleiros Navais de Sedef (Turquia) e a Navantia (Espanha).
Sendo um navio de assalto anfíbio do tipo LHD (Landing Helicopter Dock), é capaz de fornecer apoio às tropas terrestres e também operar drones, helicópteros e aeronaves de asa fixa STOL, como o TAI HÜRJET, ou STOVL, como o F-35B Lightning II. Também tratando-se de um navio multifunções, foi concebido para desempenhar missões quer de alta intensidade quer humanitárias.

### Especificações aeronáuticas
Vem equipado com um aeródromo juntamente com seis helipontos no seu deque superior e ainda abriga um hangar e oficinas de aeronaves no seu interior, mais precisamente no primeiro deque inferior ao aeródromo. Para interligar o deque superior ao hangar interno, emprega dois elevadores próprios para aeronaves, um na popa e outro entre a grua e a ilha. Citando que há um terceiro elevador só para munições.
Embora não opere catapultas, vem equipado com uma rampa ski-jump, instalada na proa, cuja finalidade é auxiliar as aeronaves de asa fixa (neste caso, drones e aviões STOL e STOVL) a decolarem.

### Especificações anfíbias
A embarcação designa um papel de apoio às tropas terrestres, daí ser um navio de assalto anfíbio. Possui garagens internas capazes de abrigar, de acordo com o almirante Ercüment Tatlıoğlu, 13 tanques, 27 veículos de assalto anfíbio, 6 VBTPs, 33 veículos leves e pesados (por exemplo: jipes e caminhões) e ainda 15 trailers.
Também vem com uma doca interna com capacidade para 4 x embarcações de desembarque mecanizadas (em inglês: Landing Craft Mechanized ou LCM) ou 2 x embarcações de desembarque insufláveis (em inglês: Landing Craft Air Cushion ou LCAC) e ainda 2 x embarcações de desembarque de veículos e pessoal (em inglês: Landing Craft, Vehicle, Personel ou LCPV), 2 x barcos rígidos insufláveis (em inglês: Rigid-Hulled Inflatable Boat ou RHIB) e 1 x barco de comandante.

### Instalações
Além dos compartimentos aeronáuticos e anfíbios, o TCG Anadolu conta com um hospital equipado com dois blocos operatórios, unidade de cuidados intensivos, provisões, um gabinete de tratamento dentário, um laboratório, salas de esterilização, chuveiros, unidades de raio-X, uma câmara isobárica e um compartimento para cuidados post-mortem (necrotério), citando que há instalações reservadas para pessoal com altos cargos (VIP). Fora os elevadores específicos para aeronaves e munições, existem outros designados para a deslocação de pessoal e/ou macas hospitalares. Também conta com gruas nas oficinas internas para auxiliar na manutenção/reparos e uma outra situada no deque superior para mobilizar cargas para o navio ou então retirar.

## Aeronaves
É capaz de transportar consigo drones de asa fixa Bayraktar TB-3 e estão sendo feitas modificações para operar os Bayraktar Kızılelma e jatos de combate leves TAI Hürjet. Planos para operar entre 30 a 50 VANTs ou VACONTs, com pelos menos 10 Bayraktar TB-3 para serem operados em simultâneo através do sistema de comando e controlo que será integrado com o sistema GENESIS ADVENT CMS.
Também opera helicópteros S-70 Seahawk e AH-1W SuperCobra da Marinha Turca e outros pesados da OTAN, como os CH-53, CH-47 Chinook, AW149 e V-22 Osprey.
Ao vir com uma rampa ski-jump, também é capaz de operar aviões STOVL, como os F-35B Lightning II.